# Virginia Thrasher
Virginia Thrasher (Springfield (Virgínia), 28 de fevereiro de 1997) é uma atiradora olímpica estadunidense, campeã olímpica.

## Carreira
Virginia Thrasher representou os Estados Unidos nas Olimpíadas de 2016, conquistou a medalha de ouro na carabina de ar 10m, com apenas 19 anos de idade.